# Outputgap
De outputgap is een indicator voor de stand van de conjunctuur van een land. Het is het procentuele verschil tussen het feitelijke en structurele bruto binnenlands product (bbp). Een negatieve outputgap betekent dat het feitelijke bbp kleiner is dan het structurele bbp (dit is het bbp waarbij de arbeidsmarkt en goederenmarkt in evenwicht zijn). Bij een positieve outputgap is dit precies andersom: het feitelijke bbp is dan groter dan het structurele bbp. De beweging van de conjunctuur ligt aan de outputgap ten grondslag, doordat de bestedingen afwisselend harder en minder hard groeien dan de productiemogelijkheden.